# 溝田誠吾
溝田 誠吾（みぞた せいご）は、日本の経営学者、専修大学名誉教授。

## 略歴
- 1970年 - 長崎県立国際経済大学経済学部経済学科卒業
- 1975年 - 立命館大学大学院経営学研究科博士課程単位取得終了
- 1975年 - 専修大学経営学部講師
- 1978年 - 経営学博士号取得（立命館大学）
- 1984年 - 専修大学経営学部教授

## 著書
- 『アメリカ鉄鋼独占成立史』（御茶ノ水書房、1982）
- 『造船重機械産業の企業システム』（森山書房、1994）
- 『航空機産業論』（専大書房、2009）
- 『小さな世界企業』（専大書房、2010）
- 『情報革新と産業ニューウェーブ』（編著、専修大学出版局、2002）
- 『中小零細企業』（共著、森山書房、1982）
- 『企業形態論』（共著、八千代出版、1987）
- 『日本の産業構造ーポスト冷戦期の展開』（共著、青木書店、1999）

## 所属学会
- 日本経営学会
- 日本産業学会
- 日本中小企業学会
- 日本ベンチャー学会
- 日本経営史学会
- アメリカ経済誌研究会

## 学外活動
- 経済産業省黄銅部会委員
- 朝日信用金庫財団法人朝日中小企業経営情報センター評議員
- 日本鍛造協会鍛造マネージャ育成塾指導院講師・科目長
- 日本学術振興会奨励研究部会委員
- NPO法人日中BOP研究会理事長
- 東日本学生相撲連盟役員参与